# Wild West Dynasty
Wild West Dynasty ist ein Survival-Strategie-Rollenspiel, das von Moon Punch Studio entwickelt und 2023 von Toplitz Productions im Early Access auf Steam veröffentlicht wurde. Das Computerspiel ist Teil der Dynasty-Reihe des Publishers, in denen der Spieler aus Sicht eines Spielcharakters im jeweiligen thematischen Setting eine neue Dynastie gründet – in diesem Fall aus der Sicht eines modernen Stadtmenschen im Wilden Westen.
Am 22. August 2024 verließ das Spiel den Early-Access-Status. In diesem Zuge erhält das Spiel ein größeres Update mit weitreichenden Neuerungen.

## Handlung

### Early Access
In einer fiktiven Region im Wilden Westen ist der Spielercharakter, ein junger Mann namens „Dakota“, mit seiner Mutter auf dem Weg zur Farm seines Vaters, als die beiden von einer Gruppe Banditen angegriffen, ausgeraubt und verletzt werden. Dakota schafft es, seine Mutter in eine nahe Höhle zu tragen und zum Schutz vor der nächtlichen Kälte ein Feuer zu entzünden, die Mutter erliegt jedoch noch in derselben Nacht ihren schweren Verletzungen.
Allein und ohne Ausrüstung versucht Dakota, seinen Weg fortzusetzen und stößt unweit der Höhle auf die heruntergekommene Farm von Ed Hancock. Gegen Erledigung einfacher Arbeiten hilft dieser Dakota, wieder auf die Beine zu kommen und einige Grundregeln zum Überleben zu lernen.

### Ab Version 1.0
In der Rolle des John Ryder reist der Spieler mit seinem Bruder in einem Reisekonvoi durch die Wildnis, um seinen Landbesitz zu erreichen. Unterwegs wird der Konvoi jedoch verraten und überfallen. Ryder kann flüchten, findet sich jedoch den Gefahren des Winters und der einbrechenden Nacht ausgesetzt. Hilfe erhält er durch die geheimnisvolle Owl, während er in Ghost Town, einem kürzlich abgebrannten Dorf, wieder zu Kräften kommt. Dessen Bewohner sind aufgrund des Brandes geflohen und lagern nun auf dem angrenzenden Ödland. Dem örtlichen Deputy sind die Siedler ein Dorn im Auge, Ryder kann jedoch ein Aufenthaltsrecht für fünf Jahre aushandeln und verspricht, mit den Siedlern in dieser Zeit einen florierenden Ort aufzubauen.

## Spielmechanik
Der Spielercharakter wird wahlweise aus der Verfolgerperspektive oder der Egoperspektive gesteuert. Grundressourcen für den Bau von Gebäuden oder Werkzeugen müssen gesammelt oder mit (selbst angefertigten, gefundenen oder gekauften) Werkzeugen erlangt werden, zur Nahrungsversorgung müssen Tiere gejagt und/oder Pflanzen gesammelt werden. Zu Beginn des Spiels werden über einfache Quests die Grundfunktionen des Spiels erklärt, eine Questreihe führt durch die Hauptstory des Spiels.

## Entwicklung
Aufgrund des weitgehend negativen Echos zum Spiel kündigten die Entwickler Anfang 2024 an, das Spiel grundlegend zu überarbeiten: Neben Änderungen an Grafik, HUD-Design, Sounds und Spielmechaniken erwarten den Spieler vor allem eine vollständig neue Hintergrundgeschichte, ein neuer Charakter und ein neues Tutorial.

## Rezeption
Auf TheGamer stellt Harry Alston fest, dass Wild West Dynasty den Flair des Wilden Westen einfange, auch wenn Grafikmodelle, Texturen und Animationen nicht die modernsten seien – Farbgebung und Aussicht sei Dank. Er vergleicht es allerdings auch mit der Gruppe von Spielen, die vielversprechend in die Early-Access-Phase gehen, sich letztendlich aber in einem schlechten Zustand befinden und nicht ausreichend mit Updates versorgt werden, sodass sie letztendlich in der Fülle anderer Spiele untergehen.

“[…] maybe I’m just blindsided by desire for a game like this to actually work and look brilliant – a sort of Red Dead Redemption but with ranch building and cattle hustling.”

„Vielleicht bin ich einfach geblendet vom Wunsch, dass ein solches Spiel einfach funktioniert und gut aussieht – wie ein Red Dead Redemption, aber mit Ranchbau und Viehzucht.“

James Refelian von Movies Games and Tech schließt sich an: Das Potenzial und die Atmosphere des Spiels lobend, beendet er seine Kritik damit, dass er aufgrund technischer Probleme, sich stets wiederholender Spielelemente und fehlender Tiefe eher vom Kauf der aktuellen Spielversion abraten würde und vergibt eine Wertung von 4,5 aus 10 Punkten.
Auf Steam ist das Spiel (Stand: August 2024) von den Spielern „größtenteils negativ“ bewertet – nur 35 % der knapp 1.300 Bewertungen sind positiv.